# Xinji (sockenhuvudort i Kina, Tibet Autonomous Region, lat 30,60, long 89,83)
Xinji (kinesiska: 新吉, Tongduo, 同多, 新吉乡) är en sockenhuvudort i Kina. Den ligger i den autonoma regionen Tibet, i den sydvästra delen av landet, omkring 160 kilometer nordväst om regionhuvudstaden Lhasa. Antalet invånare är 3 703. Befolkningen består av 1 812 kvinnor och 1 891 män. Barn under 15 år utgör 33 %, vuxna 15-64 år 62 %, och äldre över 65 år 4,0 %.
Trakten runt Xinji är nära nog obefolkad, med mindre än två invånare per kvadratkilometer. Det finns inga andra samhällen i närheten. Trakten runt Xinji består i huvudsak av gräsmarker.
Genomsnittlig årsnederbörd är 599 millimeter. Den regnigaste månaden är juli, med i genomsnitt 201 mm nederbörd, och den torraste är november, med 5 mm nederbörd.